# Mesit běloprsý
Mesit běloprsý (Mesitornis variegatus) je druh ptáka z čeledi mesitovití (Mesitornithidae), madagaskarský endemit.

## Výskyt
Mesit běloprsý je endemitem ostrova Madagaskar, s ostrůvkovitým areálem výskytu. Na severu a západě ostrova obývá mesit běloprsý asi pět lokalit, na východě ostrova pak jedinou lokalitu. Hlavní populace je situována do rezervace Ankarafantsika na západě ostrova (16°9′ j. š., 46°57′ v. d.). Mesit běloprsý je ptákem suchých listnatých lesů, od hladiny moře až po asi 150 metrů nad mořem. V rezervaci Ambatovaky na severovýchodě ostrova (16° j. š., 49°16′ v. d.) byl pozorován i v deštných lesích v asi 350 metrech nad mořem.

## Popis
Mesit běloprsý je okolo 30 cm dlouhý, vyznačuje se podsaditější postavou s malou hlavou a širokým ocasem. Křídla jsou krátká a zakulacená. Zbarvení je rubínově hnědé na hřbetě a křídlech, hlava se vyznačuje pruhovaným vzorem. Spodní partie těla jsou zbarveny světlými odstíny a doplněny o tmavé skvrnky ve tvaru půlměsíčků, prsa jsou bílá a ohraničuje je světlý kaštanově zbarvený pásek. Zbarvení je v případě obou pohlaví podobné.

## Chování
Mesit běloprsý je skrytě žijící pták, který tvoří menší rodinné skupinky o dvou až čtyřech jedincích. Je to pozemní druh, který během dne vyhledává potravu v podrostu. Složení jídelníčku se liší sezónně, potrava je obyčejně tvořena různými bezobratlými (cvrčci, švábi, pavouci, brouci, stonožky, můry, mouchy), avšak může zahrnovat i určité rostlinné složky. Mesit běloprsý vytváří monogamní páry, vejce bývají nejčastěji kladena od listopadu do ledna. Hnízdo je plochá jednoduchá skulptura z větviček, umístěná nízko nad zemí. Snůšku tvoří jedno až tři bělavá vejce s rezavými skvrnkami.

## Populace
Podle terénních průzkumů z 90. let 20. století žije největší množství mesitů běloprsých v rezervaci Ankarafantsika (minimálně 6 000 jedinců). Další významnou oblastí jsou lesy regionu Menabe na západě ostrova, kde v 90. letech žilo minimálně 2 000 ptáků. Na základě těchto dat Mezinárodní svaz ochrany přírody (IUCN) odhaduje v květnu 2021 velikost populace na minimálně 8 000 jedinců, tj. asi 5 300 dospělců. IUCN zároveň vede druh jako zranitelný na základě malého a roztříštěného areálu výskytu, z toho původní lesy souběžně čím dál více ustupují zemědělské půdě, či jsou káceny pro těžbu dříví, palivové dřevo a výrobu dřevěného uhlí.